# 高橋智
高橋 智（たかはし さとし、1967年1月26日 - ）は、神奈川県横浜市泉区出身の元プロ野球選手（外野手）。右投右打。

## 経歴

### プロ入り前
幼少時代から水代わりに牛乳を飲み、大柄だった。横浜市立中田中学校を卒業後、向上高等学校に進学。同期には大塚義樹、鶴見信彦がおり、3年夏には4番・投手を務めた。全国高等学校野球選手権神奈川大会では決勝に進み、志村亮や関川浩一を擁する桐蔭学園と対戦。4回から2番手で登板。自ら本塁打を放ったが、延長14回に5点を奪われ、6対9で惜敗。10イニング以上を投げ、試合後は涙も出ないほど疲れ切っていたという。

### 阪急・オリックス時代
阪神やロッテオリオンズも獲得を検討していたが、1984年度ドラフト会議にて阪急ブレーブスから4位指名を受け、投手として入団。1年目と2年目はウエスタン・リーグで登板する一方、野手としても2年目に36試合出場している。1986年シーズンオフに就任した打撃コーチの水谷実雄の勧めで打者に専念することを決め、秋季キャンプではマンツーマンの厳しい練習を受けた。
3年目の1987年シーズンは8月30日の対広島戦で当時のウエスタン・リーグ新記録となる21本塁打を記録、8月31日に昇格した一軍でも4本塁打を放つ。翌1988年シーズンは一軍での出場こそ減ったものの二軍で打率3割を記録した。しかし、同年のシーズンオフに球団がオリックスに売却され、打撃コーチの水谷が退団すると、打撃が低迷、一軍と二軍の往復が続く。その後1990年シーズンオフに松永浩美から助言を得て右肩の開かない打撃フォームを習得。
1991年シーズンは前年のシーズンオフに監督に就任した土井正三の積極的な起用により123試合に出場して23本塁打を放っている。同年のシーズン限りでブーマー・ウェルズが退団するとその背番号44を引き継いだ。
1992年シーズンは5月27日の対日本ハム戦で3打席連続本塁打で6打点を挙げ、6月4日の対近鉄戦で当時のプロ野球記録タイとなる8試合連続長打を達成するなどの活躍を見せる。特に6月は打率.351、8本塁打、18打点の成績で初の月間MVPも受賞した。もっとも、チーム90試合目に28号本塁打を放ち、ホームラン王争いのトップを走っていたものの、残り40試合では1本塁打に終わる。それでも同年はオールスターゲームに初出場、シーズン通算では打率.297、29本塁打という自己最高の数字を残し、ベストナインに初めて選ばれた。同年は日米野球にも出場し、オフに最初の結婚をしている。
2800万円増の年俸4600万円（推定）で迎えた1993年シーズンは松永がトレードでチームを去ったこともあり、オールスターゲームには出場したものの腰痛に苦しみ成績が低迷。1994年シーズンは3月25日のヤクルトとのオープン戦前の守備練習中に誤ってボールを踏んでしまい、右足踝上部を骨折し、開幕から出遅れた。オールスターゲームにも選出されたが、左根性座骨神経痛で直前に登録を抹消されており、出場を辞退。更に8月20日の対西武戦の8回に打席でスイングした際に左手有鈎骨を骨折。以降は治療に専念し、同年のシーズンは76試合の出場にとどまり規定打席にも到達しなかった。また、同年のシーズンに監督に就任した仰木彬のスタメンを頻繁に変える戦術になじめず、1995年頃からトレードを希望していたという。
1995年シーズンは日本人の長距離砲として藤井康雄と共に復活を期待され、キャンプではコーチの中西太からスイングを評価されている。イチローや田口壮の台頭もあり、徐々に出場機会が減った。1995年と1996年の日本シリーズでは共にノーヒットに終わっている。1997年シーズンオフには500万円減の年俸4000万円で契約を更改。翌1998年シーズンオフに松元秀一郎との交換トレードでヤクルトスワローズへ移籍。

### ヤクルト時代
オリックスのヘッドコーチ時代に高橋を評価していた中西太がヤクルトで打撃アドバイザーを務めており、その助言を受け、打撃が復調。移籍1年目の1999年シーズンはオープン戦で結果を残し、開幕スタメン入り、開幕から26試合で10本塁打を放つ好スタートを切り、チームの外野の層が厚く常時出場とはいかなかったが最終的に16本塁打を記録。翌2000年シーズンも13本塁打で飯田哲也や稲葉篤紀の故障をカバーする働きをした。打撃コーチの八重樫幸雄は「高橋がいなければ両年とも最下位の可能性があった」と後に語っている。
2001年シーズンはオープン戦の不調も響き、外野のレギュラーはアレックス・ラミレス、稲葉、真中満の3人でほぼ固定された。同じ代打では池山隆寛が優先的に好機で起用されることへの反発もあり、8月1日にヘッドコーチの渡辺進に二軍行きを通達された際には「二度と一軍に呼ばないでください」と発言した。シーズンの成績は35試合出場、1本塁打に終わり、同年の日本シリーズには登録されたものの出場機会はなく、シリーズ終了後に戦力外通告を受けた。さらに、最初に結婚していた女性との離婚後、飲食店に勤めていた女性と2度目の結婚。

### ヤクルト退団後
ヤクルトからの戦力外通告を受けた直後には、中日ドラゴンズが高橋の獲得に興味を示していた。自身と同じ右の長距離打者である山崎武司がFA権の行使を宣言していたことによるものだが、後に山崎が残留を決めたことによって獲得を断念したため、12球団合同トライアウトに参加した。
2002年に台湾大聯盟の台北誠泰太陽に入団したもののアルコール系の飲料を全く飲めないため、「試合が終わるたびに移動中のバスの車内でナインが酒盛りに興じる」という当時の現地の慣習に馴染めなかった。シーズンの途中で退団すると、そのまま現役を引退。この時期には、元妻への慰謝料や多額の税金の支払いなどで、貯金が底を突く事態にも見舞われている。
現役引退の直後には、野球解説者として、月に数回のペースでテレビのプロ野球中継に出演していた。しかし、解説業での収入が不安定でありながら表向きには現役時代と変わらぬ生活を続けていることを懸念した現在の妻の勧めで、やがて接骨院や鉄鋼関連会社に勤務。その会社がリーマン・ショックの影響で経営不振へ陥ったことを機に「景気の動向に左右されない仕事」を求め、名古屋市に本社のある業務用エレベーターの点検・メンテナンスの会社へ転職。
現在は2度目の妻に加え、2度目の妻との間に授かった子と一緒に名古屋市の近辺で生活。エレベーター整備工として取引先の新規開拓にも携わるかたわら、プロ野球マスターズリーグ・名古屋80D'sersの4番打者として活躍している。また、阪急およびオリックス・ブルーウェーブのOBとして、後継球団であるオリックス・バファローズのイベントに登場することもある。2013年10月8日にTBS系列で放送された特別番組『俺たちはプロ野球選手だった』では、高橋自身の証言を交えながら、現役引退後の人生と近況を紹介していた。

## 人物
194cmの長身から、愛称は「デカ」。長らく日本人野手最長身であった（2021年に秋広優人に更新された）。なお、投手も含めた最長身は馬場正平。
高橋と民謡のイメージが一致するとしてオリックス球団からの申し入れを兵庫県篠山町（現在の丹波篠山市）が受諾し、ホーム球場で打席に立つ際のテーマ曲にデカンショ節が1992年7月24日の対ダイエー戦から用いられていた。また、応援歌の原曲は逆転イッパツマンの主題歌が使われていた。この応援歌は、ヤクルト移籍後も、オリックスのチャンステーマという形で残存。大阪近鉄バファローズとの合併後も、旧近鉄の「タオル踊り」や新しくできたチャンステーマとともに使用されている。
現役時代は車好きとして有名で、1,000万円以上で買ったメルセデス・ベンツを丁寧に手入れして8年間で11万km以上走り、「俺のベンツは2台分だ」と語っていた。ヘヴィメタルファンでもあり、同じ趣味を持つ初芝清とよく話を交わしていたという。
ヤクルト移籍時、春季キャンプでユニフォームが間に合わず、仕方なくヘンスリー・ミューレンのユニフォームを着ていたが、小さかったと本人が語っている。ヤクルト時代の応援歌はそのミューレンのものが流用され、その後入団したウラディミール・バレンティンに流用されている。
日本人初のピアス(左耳)をしたプロ野球選手として、1995年に水島新司の漫画「ドカベン プロ野球編」第1巻の欄外で紹介されたことがある。

## 詳細情報

### 年度別打撃成績
| 年 度      | 球 団           | 試 合 | 打 席 | 打 数 | 得 点 | 安 打 | 二 塁 打 | 三 塁 打 | 本 塁 打 | 塁 打 | 打 点 | 盗 塁 | 盗 塁 死 | 犠 打 | 犠 飛 | 四 球 | 敬 遠 | 死 球 | 三 振 | 併 殺 打 | 打 率 | 出 塁 率 | 長 打 率 | O P S |
| ---------- | --------------- | ----- | ----- | ----- | ----- | ----- | -------- | -------- | -------- | ----- | ----- | ----- | -------- | ----- | ----- | ----- | ----- | ----- | ----- | -------- | ----- | -------- | -------- | ----- |
| 1987       | 阪急 オリックス | 28    | 60    | 54    | 6     | 15    | 1        | 0        | 4        | 28    | 9     | 0     | 0        | 0     | 0     | 6     | 1     | 0     | 23    | 1        | .278  | .350     | .519     | .869  |
| 1988       | 阪急 オリックス | 21    | 58    | 55    | 7     | 14    | 5        | 0        | 1        | 22    | 4     | 0     | 0        | 0     | 0     | 1     | 0     | 2     | 16    | 2        | .255  | .293     | .400     | .693  |
| 1989       | 阪急 オリックス | 17    | 13    | 12    | 1     | 3     | 0        | 0        | 0        | 3     | 0     | 1     | 0        | 0     | 0     | 1     | 0     | 0     | 1     | 2        | .250  | .308     | .250     | .558  |
| 1990       | 阪急 オリックス | 26    | 56    | 50    | 7     | 10    | 6        | 0        | 2        | 22    | 7     | 2     | 0        | 1     | 0     | 5     | 0     | 0     | 15    | 3        | .200  | .273     | .440     | .713  |
| 1991       | 阪急 オリックス | 123   | 458   | 413   | 64    | 101   | 19       | 5        | 23       | 199   | 67    | 7     | 2        | 2     | 8     | 34    | 3     | 1     | 93    | 8        | .245  | .298     | .482     | .780  |
| 1992       | 阪急 オリックス | 127   | 520   | 465   | 84    | 138   | 30       | 7        | 29       | 269   | 78    | 3     | 0        | 3     | 4     | 45    | 3     | 3     | 118   | 11       | .297  | .360     | .578     | .938  |
| 1993       | 阪急 オリックス | 97    | 414   | 370   | 42    | 93    | 19       | 3        | 11       | 151   | 48    | 6     | 2        | 0     | 2     | 41    | 3     | 1     | 86    | 10       | .251  | .326     | .408     | .734  |
| 1994       | 阪急 オリックス | 76    | 282   | 254   | 22    | 66    | 13       | 2        | 5        | 98    | 42    | 1     | 0        | 1     | 6     | 20    | 1     | 1     | 63    | 4        | .260  | .310     | .386     | .695  |
| 1995       | 阪急 オリックス | 50    | 147   | 126   | 17    | 33    | 7        | 1        | 5        | 57    | 14    | 1     | 0        | 0     | 0     | 20    | 1     | 1     | 31    | 1        | .262  | .367     | .452     | .820  |
| 1996       | 阪急 オリックス | 85    | 260   | 236   | 31    | 68    | 14       | 0        | 9        | 109   | 30    | 0     | 1        | 0     | 1     | 23    | 3     | 0     | 47    | 7        | .288  | .350     | .462     | .812  |
| 1997       | 阪急 オリックス | 65    | 175   | 153   | 13    | 32    | 5        | 1        | 5        | 54    | 17    | 0     | 0        | 0     | 0     | 18    | 3     | 4     | 38    | 4        | .209  | .309     | .353     | .662  |
| 1998       | 阪急 オリックス | 6     | 12    | 11    | 1     | 2     | 1        | 0        | 0        | 3     | 0     | 0     | 1        | 0     | 0     | 1     | 0     | 0     | 7     | 0        | .182  | .250     | .273     | .523  |
| 1999       | ヤクルト        | 91    | 279   | 256   | 31    | 75    | 8        | 1        | 16       | 133   | 43    | 1     | 0        | 1     | 3     | 18    | 0     | 1     | 70    | 6        | .293  | .338     | .520     | .858  |
| 2000       | ヤクルト        | 98    | 319   | 288   | 35    | 82    | 20       | 1        | 13       | 143   | 44    | 2     | 1        | 1     | 1     | 29    | 1     | 0     | 72    | 5        | .285  | .349     | .497     | .846  |
| 2001       | ヤクルト        | 35    | 39    | 34    | 3     | 5     | 0        | 0        | 1        | 8     | 5     | 0     | 0        | 0     | 1     | 4     | 0     | 0     | 14    | 1        | .147  | .231     | .235     | .466  |
| 通算：15年 | 通算：15年      | 945   | 3092  | 2777  | 364   | 737   | 148      | 21       | 124      | 1299  | 408   | 24    | 7        | 9     | 26    | 266   | 19    | 14    | 694   | 65       | .265  | .330     | .468     | .798  |

- 阪急（阪急ブレーブス）は、1989年にオリックス（オリックス・ブレーブス）に球団名を変更

### 表彰
NPB
- ベストナイン：1回 （外野手部門：1992年）
- 月間MVP：1回 （野手部門：1992年7月）

### 記録
NPB初記録
- 初出場・初先発出場：1987年9月1日、対西武ライオンズ20回戦（西武ライオンズ球場）、7番・指名打者として先発出場
- 初安打・初本塁打・初打点：同上、5回表に工藤公康からソロ

NPB節目の記録
- 100本塁打：1999年4月30日、対横浜ベイスターズ4回戦（明治神宮野球場）、9回裏に斎藤隆から左越ソロ ※史上203人目

NPBその他の記録
- オールスターゲーム出場：2回 （1992年、1993年） ※1994年も選出されるも出場辞退[21]

### 背番号
NPB
- 52 （1985年 - 1991年）
- 44 （1992年 - 1998年）
- 60 （1999年）
- 99 （2000年 - 2001年）

TML
- 56 （2002年）